# Toni Bortoluzzi

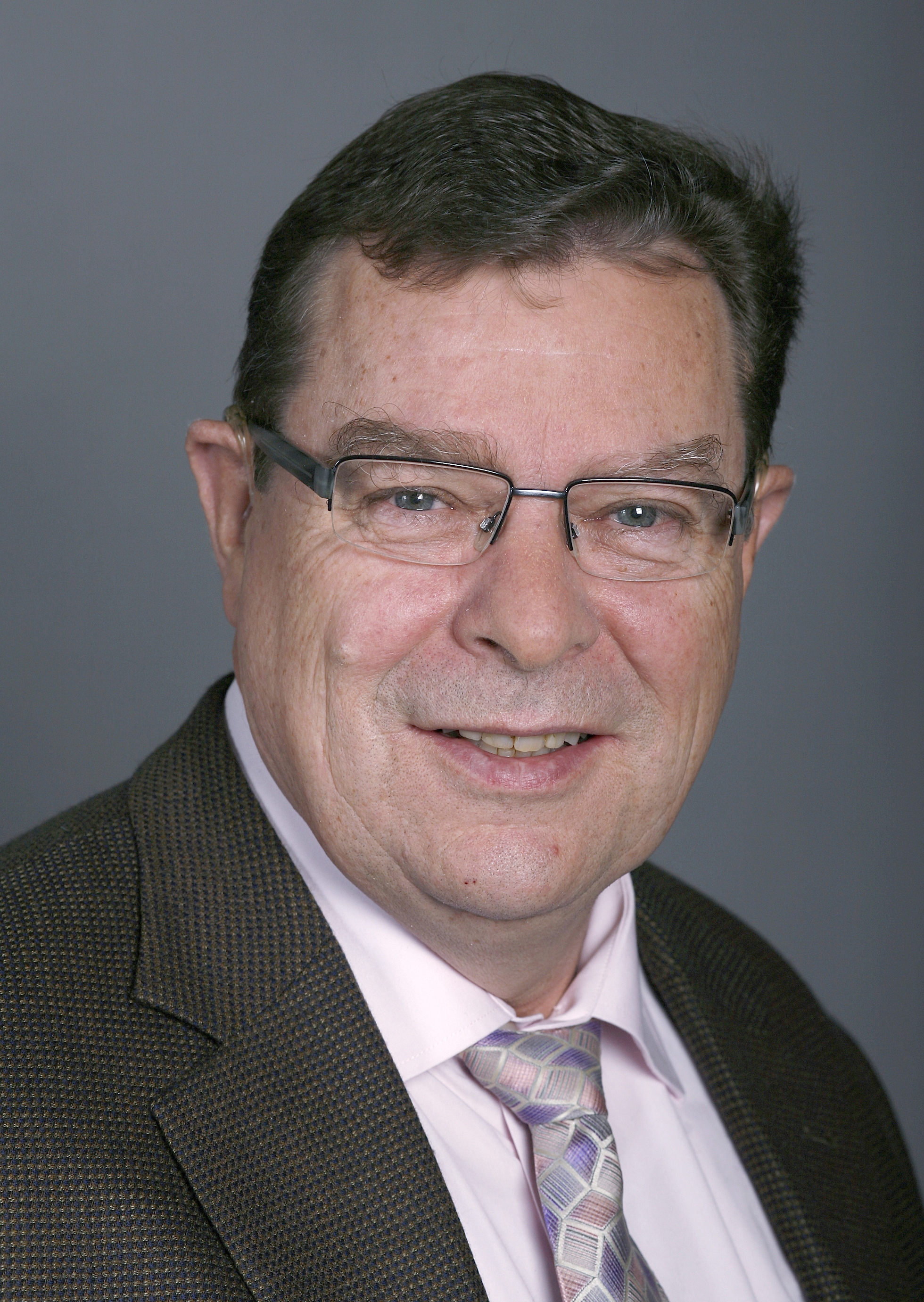
Toni Bortoluzzi (2007)

Toni Bortoluzzi (* 16. Februar 1947 in Affoltern am Albis, heimatberechtigt ebenda) ist ein Schweizer Politiker (SVP).

## Biografie
Bortoluzzi sass von 1982 bis 1998 im Gemeinderat von Affoltern am Albis, ab 1986 als Gemeindepräsident. Im Zürcher Kantonsrat war er von 1984 bis 1991. 1991 wurde er in den Nationalrat gewählt, wo er bis zu seinem Rücktritt 2015 verblieb. Bei der Bundesratswahl 2002 kandidierte er erfolglos als Sprengkandidat der SVP bei der Nachfolge von Ruth Dreifuss. Ebenfalls erfolglos kandidierte er Anfang 2005 bei den Ersatzwahlen in den Zürcher Regierungsrat. Nachdem er im ersten Wahlgang wegen mangelnder Unterstützung durch die FDP deutlich hinter seinem Konkurrenten Hans Hollenstein (CVP) zurückgelegen hatte, zog er seine Kandidatur zurück. Trotz seiner italienischen Eltern verfolgt Bortoluzzi eine ausgesprochen rechtskonservative Ausländerpolitik. Bortoluzzi war einer der wenigen Secondos im schweizerischen Bundesparlament. Sein Hauptaugenmerk galt den Bereichen Sozial-, Familien- und Gesundheitspolitik. Im Juni 2014 bezeichnete Bortoluzzi Schwule, Lesben, Singles und Leute mit multiplen Partnerschaften als «Fehlgeleitete» und widernatürlich.
Bis Ende Juni 2012 betrieb er in Affoltern am Albis eine Schreinerei mit sechs Angestellten. Auch wenn er in Wahlkampagnen bisweilen als Schreinermeister bezeichnet worden ist, verfügt er nicht über die Meisterprüfung.
Toni Bortoluzzi ist verheiratet, hat vier Kinder und wohnt in Affoltern am Albis.

## TV
- Simon Christen: Bortoluzzi hobelt. In: Reporter, SRF 1, 5. Juli 2015 (23 min, teilweise Schweizerdeutsch).
- Simon Christen: Inside SVP – Hinter den Kulissen des Wahlkampfs. In: Reporter, SRF 1, 27. Oktober 2019 (27 min, teilweise Schweizerdeutsch).